# Synopsia pallida
Synopsia pallida là một loài bướm đêm trong họ Geometridae.